# (4674) Pauling
(4674) Pauling es un asteroide que forma parte del cinturón interior de asteroides y fue descubierto por Eleanor Francis Helin desde el observatorio del Monte Palomar, Estados Unidos, el 2 de mayo de 1989.

## Designación y nombre
Pauling fue designado inicialmente como 1989 JC.
Más adelante, en 1991, se nombró en honor del químico estadounidense Linus Pauling (1901-1994).

## Características orbitales
Pauling orbita a una distancia media de 1,859 ua del Sol, pudiendo alejarse hasta 1,989 ua y acercarse hasta 1,728 ua. Su excentricidad es 0,0703 y la inclinación orbital 19,44 grados. Emplea en completar una órbita alrededor del Sol 925,6 días.
Pauling pertenece al grupo asteroidal de Hungaria.

## Características físicas
La magnitud absoluta de Pauling es 13,7 y el periodo de rotación de 2,531 horas.